# St. Peter und Paul (Kirchhundem)

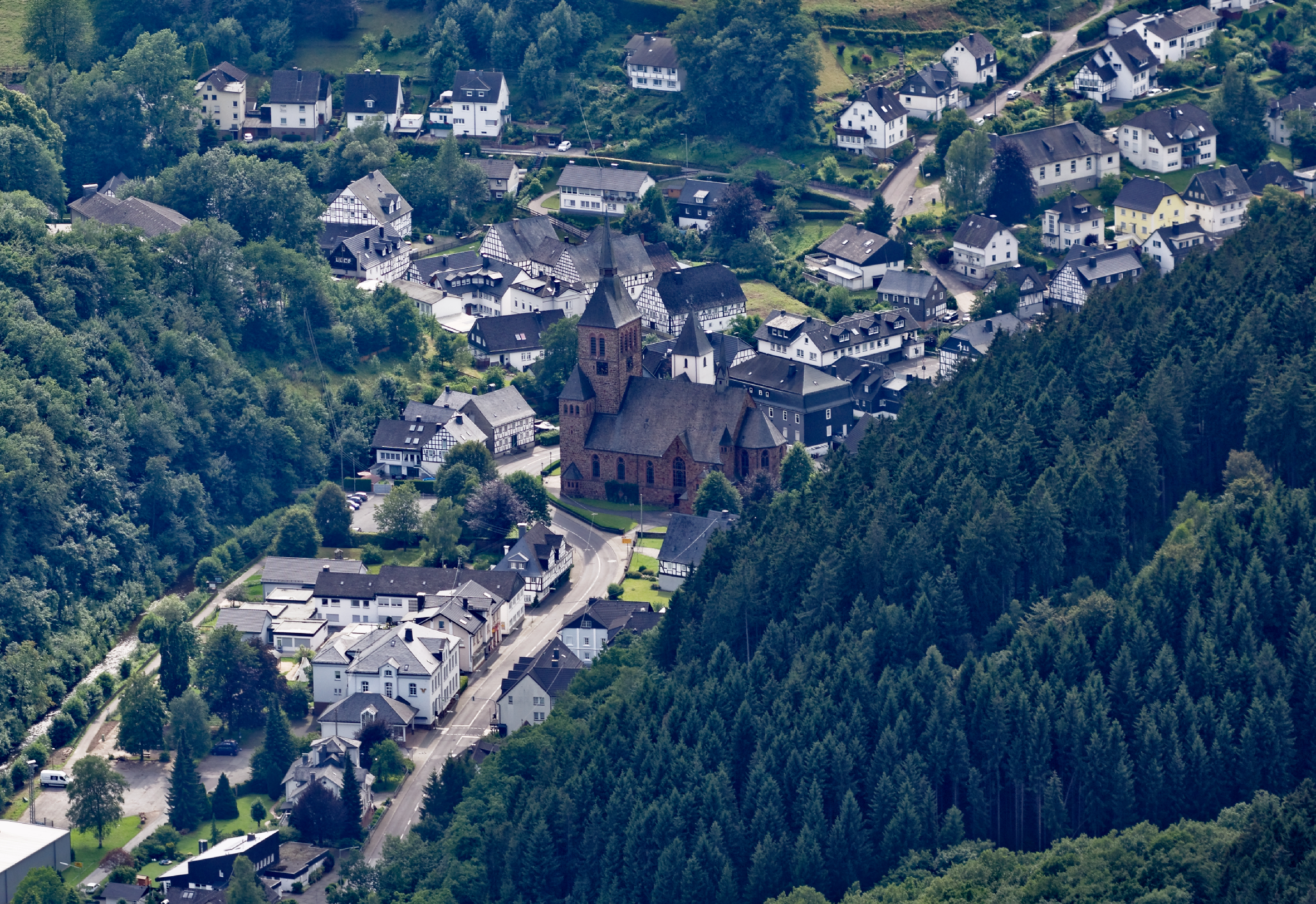
Luftaufnahme

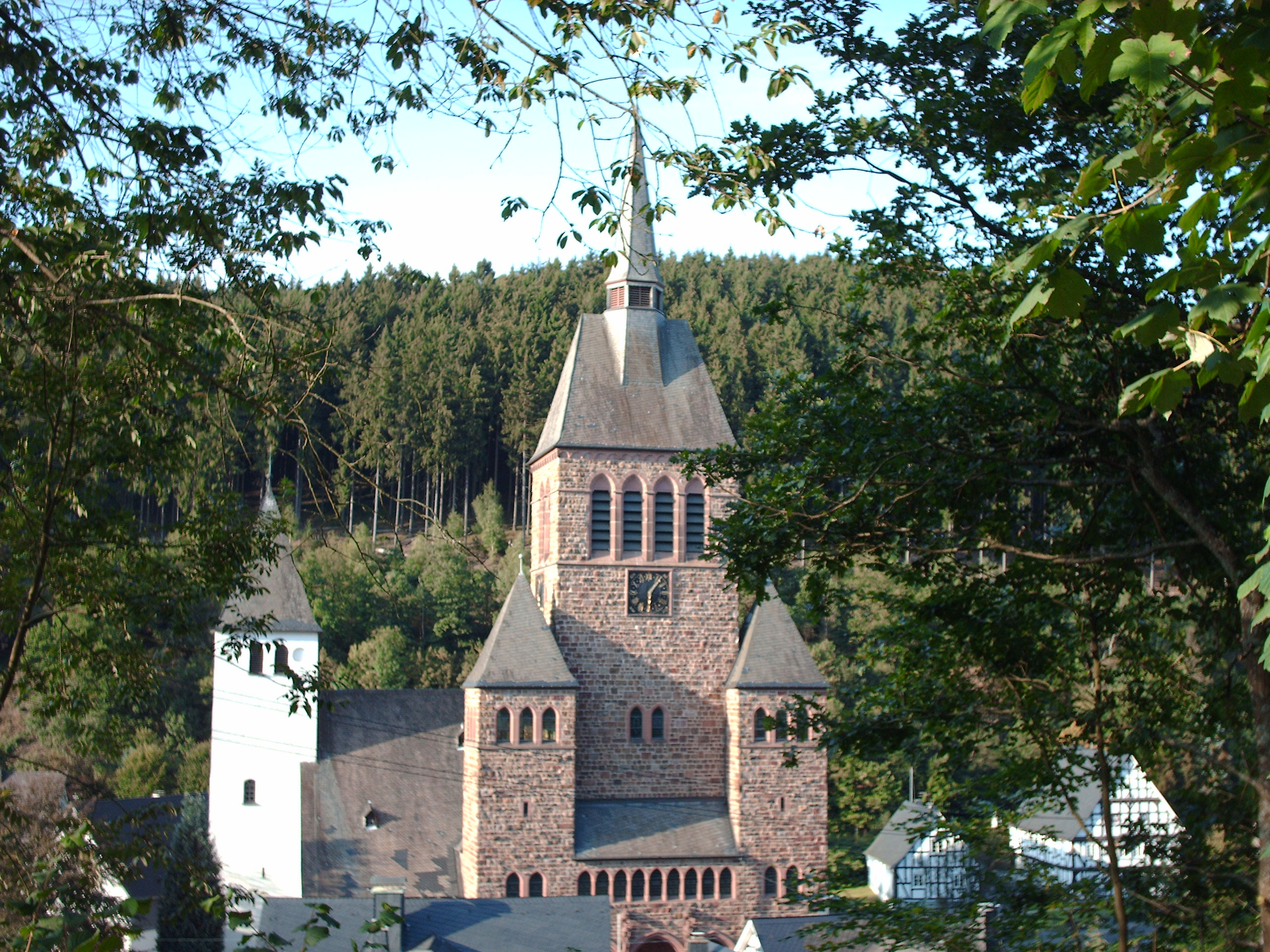
St. Peter und Paul

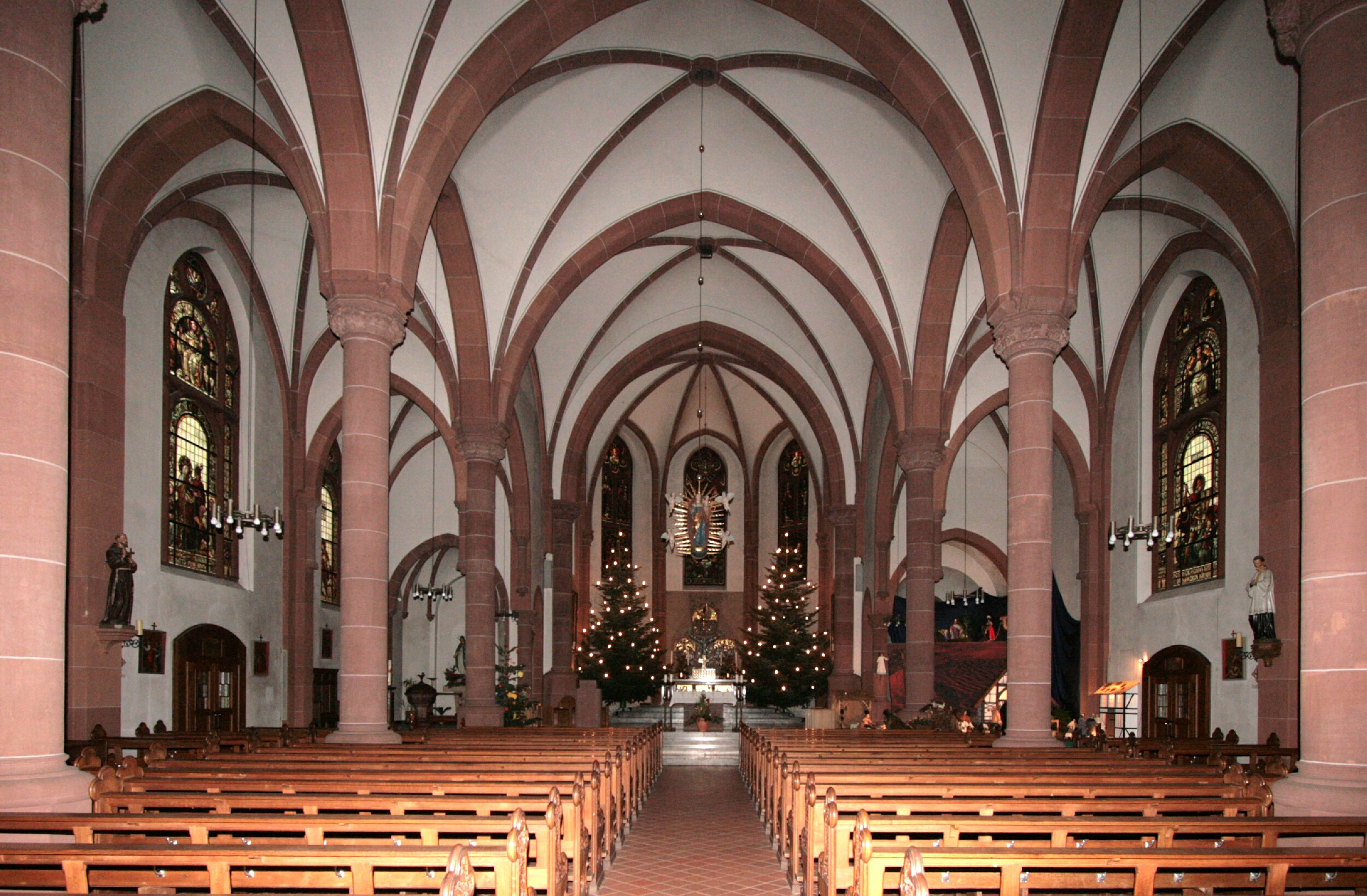
Ansicht zum Altar

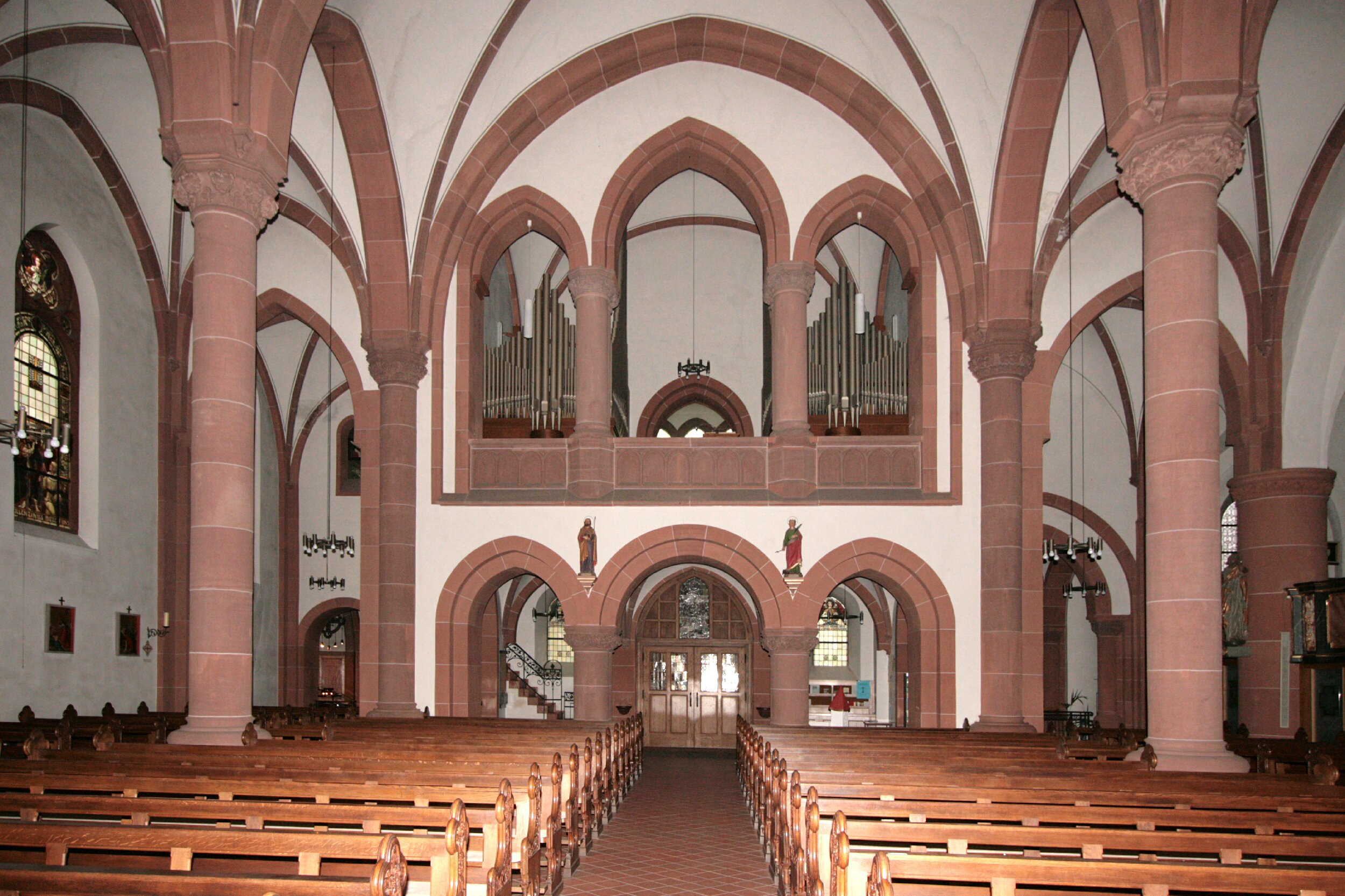
Ansicht zum Portal und zur Orgel

Die römisch-katholische Pfarrkirche St. Peter und Paul ist ein denkmalgeschütztes Kirchengebäude in Kirchhundem, einer Gemeinde des Kreises Olpe in Nordrhein-Westfalen. Sie gehört zum Pastoralen Raum Kirchhundem im Dekanat Südsauerland des Erzbistums Paderborn.

## Geschichte und Architektur
Erstmals urkundlich erwähnt wurde die Gemeinde 1261, als sie von der Mutterpfarre Wormbach abgepfarrt wurde.
Die heutige, neugotische Hallenkirche wurde von dem Bauunternehmer Anton Sunder-Plassmann aus dem heutigen Grevenbrück nach den Plänen des Architekten Joseph Buchkremer von 1915 bis 1917 errichtet. Am 17. November 1917 wurde sie benediziert.
Teile des mehrfach verlängerten, geosteten Vorgängerbaus sind in dem Neubau erhalten geblieben: Die beiden Westjoche und die unteren Geschosse des quadratischen Westturmes, die nur eine Wendeltreppe umschließen, stammen aus romanischer Zeit. Das kreuzgratgewölbte Westjoch des südlichen Seitenschiffes ist zweigeschossig.
Der Neubau von 1915/17 wurde quer zur bestehenden Kirche errichtet und hat daher eine Süd-Nord-Ausrichtung. Der im Süden aufragende, 68 Meter hohe Kirchturm mit rechteckigem Grundriss erinnert auf Grund der massiven schmucklosen Mauern eher an Westwerke romanischer Kathedralen als an gotische Kirchen. Er hat ein steiles Walmdach, auf das eine Laterne aufgesetzt ist. Zwei kürzere Türme mit Pyramidendächern stehen rechts und links vor dem Hauptturm, zwischen ihnen befindet sich eine Vorhalle mit Satteldach.
Das Mauerwerk der Kirche aus rotem Sandstein wurde 1996 neu verfugt. 2018 wurden unter anderem das Schieferdach erneuert und das Bruchsteinmauerwerk ausgebessert. Insgesamt wurden im Zuge dieser Sanierung 1,7 Millionen Euro in das Gebäude investiert. Es folgte, erstmals seit den 1980er Jahren, eine Innenrenovierung, die unter anderem die Restaurierung der beiden Orgeln umfasste.
St. Peter und Paul ist die Heimatkirche und Grabstätte des Kurienkardinals Paul Josef Cordes. Er liegt in einer eigens für ihn angelegten Gruft am östlichen Ende des nördlichen Seitenschiffes begraben. Knapp zwei Jahre vor seinem Tod hatte Cordes von seiner Heimatgemeinde das Angebot erhalten, dass im Rahmen von Sanierungsarbeiten in der Pfarrkirche für ihn ein Grab beim linken Seitenaltar eingeplant werde, was er gerne annahm.

## Ausstattung

### Orgeln
Die ältere der beiden Orgeln, die Barockorgel, wurde von 1701 bis 1702 von Peter Henrich Varenholt gebaut. Die Bildhauerarbeit des Prospektes stammt von Johann Sasse aus Attendorn. Wesentliche Veränderungen wurden 1814/17 von Christian Roetzel vorgenommen. Eine Restaurierung nahm Paul Ott 1953 vor, ebenso eine Instandsetzung 1980/81.
Das Instrument hat 14 Register auf einem Manual und Pedal.
| Manualwerk C–f3 |           |        |
| 1.              | Quintade  | 16′    |
| 2.              | Prinzipal | 8′     |
| 3.              | Gedackt   | 8′     |
| 4.              | Oktav     | 4′     |
| 5.              | Gemshorn  | 4′     |
| 6.              | Nasat     | 2 2/3′ |
| 7.              | Oktav     | 2′     |

| (Fortsetzung) |           |        |
| 8.            | Waldflöte | 2′     |
| 9.            | Terz      | 1 3/5′ |
| 10.           | Oktav     | 1′     |
| 11.           | Mixtur    | 4f.    |
| 12.           | Dulcian   | 16′    |
| 13.           | Trompete  | 8′     |

| Pedal C–f1 |         |     |
| 14.        | Subbass | 16′ |

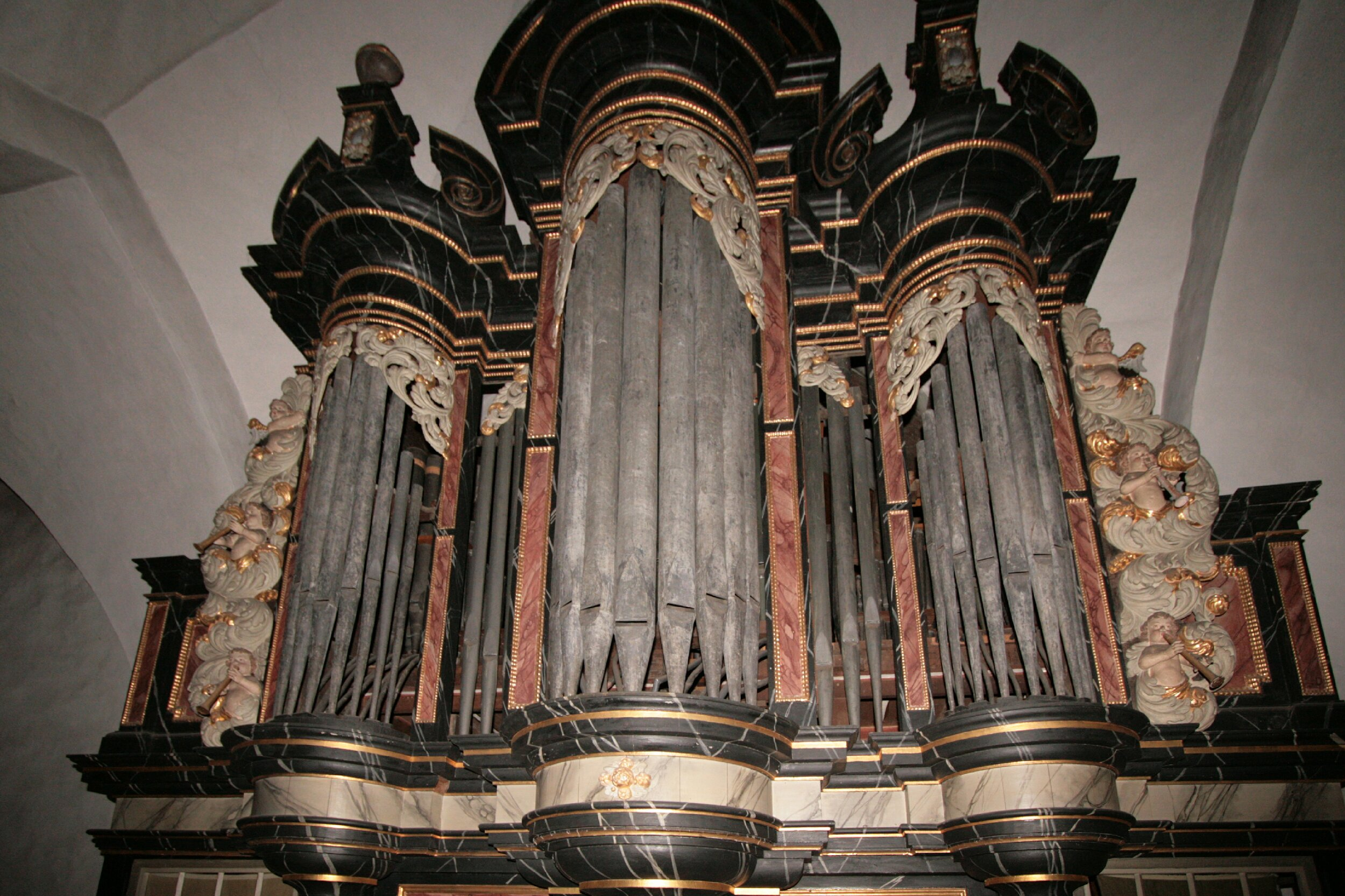
Alte Barock-Orgel

Eine zweite Orgel, die Hauptorgel, wurde 1940 auf der Empore der neuen Kirche von der Firma Anton Feith aus Paderborn eingebaut. Sie verfügt über 40 Register auf zwei Manualen und Pedal. Ein drittes Manual und entsprechende Registerschalter sind vorhanden und waren gedacht für die Anbindung der Barockorgel an den Hauptorgelspieltisch. Dieses Vorhaben wurde bisher nicht durchgeführt. Die Hauptorgel ist bisher unverändertes Zeugnis des Orgelbaus der 1930er/40er Jahre und versucht eine Synthese  von Spätromantik und barocken Dispositionsprinzipien. 2001 wurde das Instrument von der Firma Johannes Klais Orgelbau überholt, ohne dass Veränderungen vorgenommen worden wären.

### Glocken
Die Kirche verfügt über eine „Petersglocke“, die von dem damaligen Pfarrer Rötger Strick zu Beginn des 16. Jahrhunderts in Auftrag gegeben und im Jahr 1513 geweiht wurde. Die Bronzeglocke trägt den Schriftzug „Petrus bin ich genannt, wenn ich rufe, so kommt zur Hand“; sie hat den Zweiten Weltkrieg überdauert. Drei weitere Bronzeglocken der Kirche, die im Jahr 1942 zu Kriegszwecken eingeschmolzen wurden, sind im März 1951 durch Stahlglocken mit Bronzeklöppeln ersetzt worden. Es ist gelungen, die Klangbilder der Stahlglocken mit dem Klang der nun 500 Jahre alten Bronzeglocke zu harmonisieren.

### Weitere Ausstattung
- Ein Renaissance-Chorstuhl mit Flachschnitzereien ist mit 1590 bezeichnet.
- Ein Kruzifix stammt aus der zweiten Hälfte des 15. Jahrhunderts.
- Zwei Skulpturen aus Holz, der Hl. Petrus und der Hl. Paulus, entstanden um 1700.
- Die Hälfte einer Doppelmadonna mit Putten ist Anfang des 18. Jahrhunderts entstanden.
- Ein Renaissance-Ziborium aus Silber, vergoldet wurde Ende des 16. Jahrhunderts gefertigt.[5]

Eine bebilderte Dokumentation und Beschreibung der Kirchenfenster, des Grundrisses und der Innenansicht der Kirche befinden sich auf der Internetseite der Forschungsstelle Glasmalerei des 20. Jahrhunderts e. V.